# Юрчишин, Ярослав Романович
Ярослав Романович Юрчишин (род. 14 октября 1980, Мирный, Архангельская область) — украинский политик и общественный деятель. Народный депутат Украины IX созыва (с 2019 года). Избрался в парламент как член партии «Голос», но объявил о выходе из партии в июле 2022 года. С 2023 года — глава комитета Верховной рады по свободе слова.

## Биография
Родился 14 октября 1980 года в городе Мирный Архангельской области РСФСР. В 1989 году его родители переехали во Львов. Юрчишин окончил факультет истории Львовского национального университета имени Ивана Франко (2002). Позднее учился в магистратуре Киево-Могилянской академии, на факультете социальных наук, технологий и политологии, который окончил в 2010 году.

### Общественная и политическая деятельность
В 2001 году стал членом национальной скаутской организации «Пласт». С 2003 по 2005 год отвечал там за внешние связи и руководил киевским офисом организации. С 2013 по 2016 год — председатель совета «Пласта». Участвовал в деятельности Молодёжного националистического конгресса.
С 2005 по 2010 год работал в структуре партии «Наша Украина», лидером которой являлся Виктор Ющенко. На общественных началах был помощником народного депутата Игоря Криля (2007—2012) и Леси Оробец (2010—2014). В качестве советника участвовал в выборах мэра города Боярки (Киевская область).
С 2007 по 2009 год — руководитель службы помощников главы секретариата организации в Фонде региональных инициатив «ГАРТ». С 2009 по 2011 года руководил отделом по связям с властью в инвестиционном банке «Феникс Капитал».
С 2012 по 2014 год являлся тренером по вопросам лоббирования и средств массовой информации. В этом время сотрудничал с Институтом лидерства и управления Украинского католического университета, Институтом политического образования и Национальным демократическим институтом по международным вопросам (США).
В 2014 году стал главой киевской ячейки партии «Демократический альянс». В этом же году был советником секретаря Совета национальной безопасности и обороны Украины Андрея Парубия. Входил в общественный совет контроля при Национальном антикоррупционном бюро Украины (2015—2016).
С 2016 по 2017 год был членом конкурсной комиссии по избранию прокуроров Специализированной антикоррупционной прокуратуры, членом конкурсной комиссии по избранию председателя Национального агентства Украины по вопросам выявления, розыска и управления активами, полученными от коррупционных и других преступлений.
С 2014 по 2016 год — менеджер по адвокации коалиции общественных организаций «Реанимационный пакет реформ». В 2016 году начал работать в украинском филиале Transparency International, занимающейся борьбой с коррупцией. До 2018 года являлся исполнительным директором, а с 2018 года — председателем правления Transparency International Украина. В мае 2019 года Юрчишин остановил своё членство в Transparency International Украина и заявил об участии предвыборной кампании партии «Голос» на парламентских выборах 2019 года.

#### Народный депутат Украины

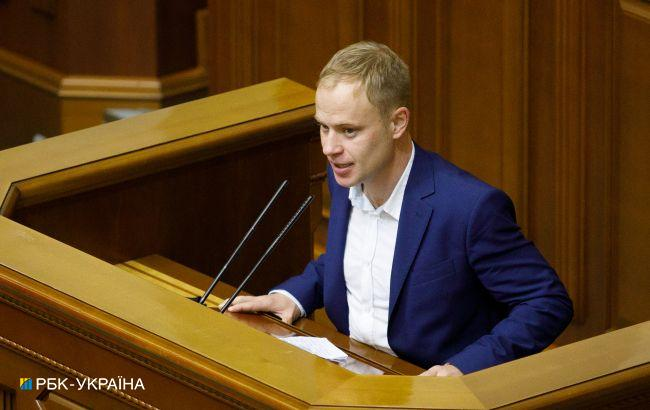
Выступление в парламенте

В 2019 году присоединился к партии «Голос», которую возглавил музыкант Святослав Вакарчук. В партии стал заместителем Вакарчука, участвовал в отборе кандидатов, которые вошли в список «Голоса» на выборах в Верховную раду. Юрчишин был включён в список под № 7 и был избран народным депутатом в ходе кампании 2019 года.
В парламенте являлся заместителем председателя комитета по вопросам антикоррупционной политики (2019—2023) и заместителем председателя временной следственной комиссии по расследованию фактов коррупции в органах государственного архитектурно-строительного контроля и надзора (2020—2023).
В сентябре 2020 года Российская Федерация включила Юрчишина в свой санкционный список.
Летом 2021 года вместе с 7 из 20 членов фракции «Голос» в парламенте объявил о выходе из партии. Причиной стало недоверие лидеру партии Кире Рудик.
С августа 2023 года — председатель временной специальной комиссии парламента по разработке основных принципов государственной политики по взаимодействию с национальными движениями малых и коренных народов Российской Федерации.
9 декабря 2023 года стал председателем комитета по вопросам свободы слова.

## Личная жизнь
Женат, воспитывает сына и двух дочерей. Дети учиться в школе на Новопечерских Липках.